# Bob Houbregs
Robert John "Bob" Houbregs (Vancouver, Columbia Británica, 12 de marzo de 1932 − Olympia, Washington, 28 de mayo de 2014) fue un jugador de baloncesto canadiense que disputó cinco temporadas en la NBA. Con 2,00 metros de estatura, jugaba en la posición de ala-pívot.

## Trayectoria deportiva

### Universidad
Jugó durante cuatro temporadas con los Huskies de la Universidad de Washington, entre 1949 y 1953. En su última temporada fue elegido All-American tras llevar a su equipo a la Final Four y convertirse en el máximo anotador de la misma. Todavía mantiene 10 récords de su universidad, entre ellos el de más puntos en un partido, con 49. De hecho es el autor de los tres mejores registros de la historia de los Huskies, anotando también 45 y 42.
En sus cuatro temporadas promedió 19,5 puntos y 10,7 rebotes por partido.

### Profesional
Fue seleccionado en la tercera posición del Draft de la NBA de 1953 por Milwaukee Hawks, pero inmediatamente fichó por Baltimore Bullets, fichando al año siguiente tras la desaparición del equipo por Fort Wayne Pistons, con los que llegó a las Finales de la NBA en 1956, cayendo ante Philadelphia Warriors por 4-1.
En la temporada 1957-58 el equipo se traslada a Detroit, donde tan solo jugaría 17 partidos, ya que una grave lesión le obligó a dejar el baloncesto. En sus cinco temporadas promedió 9,3 puntos y 5,5 rebotes por partido. en 1987 fue incluido en el Basketball Hall of Fame, y en 2000 en su homónimo canadiense.

## Estadísticas de su carrera en la NBA

### Temporada regular
| Temporada | Edad | Equipo             | Liga | P   | TIT | MIN  | TC  | TCA | %TC  | 3P | 3PA | %3P | TL  | TLA | %TL  | R.OF. | R.DEF. | REB | ASIS | ROB | TAP | PER | FP  | PTS  |
| 1953-54   | 21   | TOTAL              | NBA  | 70  |     | 28.1 | 3.0 | 8.0 | .372 |    |     |     | 2.7 | 3.8 | .714 |       |        | 5.4 | 1.8  |     |     |     | 3.0 | 8.7  |
| 1953-54   | 21   | Milwaukee Hawks    | NBA  |     |     |      |     |     |      |    |     |     |     |     |      |       |        |     |      |     |     |     |     |      |
| 1953-54   | 21   | Baltimore Bullets  | NBA  |     |     |      |     |     |      |    |     |     |     |     |      |       |        |     |      |     |     |     |     |      |
| 1954-55   | 22   | TOTAL              | NBA  | 64  |     | 20.7 | 2.3 | 6.0 | .383 |    |     |     | 2.0 | 2.8 | .709 |       |        | 4.6 | 1.3  |     |     |     | 2.8 | 6.6  |
| 1954-55   | 22   | Baltimore Bullets  | NBA  |     |     |      |     |     |      |    |     |     |     |     |      |       |        |     |      |     |     |     |     |      |
| 1954-55   | 22   | Boston Celtics     | NBA  |     |     |      |     |     |      |    |     |     |     |     |      |       |        |     |      |     |     |     |     |      |
| 1954-55   | 22   | Fort Wayne Pistons | NBA  |     |     |      |     |     |      |    |     |     |     |     |      |       |        |     |      |     |     |     |     |      |
| 1955-56   | 23   | Fort Wayne Pistons | NBA  | 70  |     | 21.9 | 3.5 | 8.2 | .430 |    |     |     | 4.0 | 5.5 | .739 |       |        | 5.9 | 2.3  |     |     |     | 2.1 | 11.1 |
| 1956-57   | 24   | Fort Wayne Pistons | NBA  | 60  |     | 26.5 | 4.2 | 9.8 | .432 |    |     |     | 2.8 | 3.9 | .714 |       |        | 6.7 | 1.9  |     |     |     | 2.0 | 11.2 |
| 1957-58   | 25   | Detroit Pistons    | NBA  | 17  |     | 17.8 | 2.9 | 8.1 | .358 |    |     |     | 1.8 | 2.5 | .698 |       |        | 3.8 | 1.1  |     |     |     | 2.1 | 7.5  |
| Total     |      |                    | NBA  | 281 |     | 23.9 | 3.2 | 8.0 | .404 |    |     |     | 2.8 | 3.9 | .721 |       |        | 5.5 | 1.8  |     |     |     | 2.5 | 9.3  |

### Playoffs
| Temporada | Edad | Equipo             | Liga | P  | MIN | TCA | TC  | 3PA | 3P | TLA | TL | R.OF. | REB | ASIS | ROB | TAP | PER | FP | PTS | %TC  | %3P | %FT  | MIN  | PTS  | REB | AST |
| 1954-55   | 22   | Fort Wayne Pistons | NBA  | 11 | 213 | 24  | 63  |     |    | 29  | 37 |       | 62  | 19   |     |     |     | 31 | 77  | .381 |     | .784 | 19.4 | 7.0  | 5.6 | 1.7 |
| 1955-56   | 23   | Fort Wayne Pistons | NBA  | 10 | 217 | 36  | 78  |     |    | 31  | 44 |       | 67  | 14   |     |     |     | 21 | 103 | .462 |     | .705 | 21.7 | 10.3 | 6.7 | 1.4 |
| 1956-57   | 24   | Fort Wayne Pistons | NBA  | 2  | 38  | 7   | 17  |     |    | 8   | 11 |       | 6   | 3    |     |     |     | 3  | 22  | .412 |     | .727 | 19.0 | 11.0 | 3.0 | 1.5 |
| Total     |      |                    | NBA  | 23 | 468 | 67  | 158 |     |    | 68  | 92 |       | 135 | 36   |     |     |     | 55 | 202 | .424 |     | .739 | 20.3 | 8.8  | 5.9 | 1.6 |